# José Ventura de Laca
José Ventura de Laca (Deva, 14 de octubre de 1791 - Azpeitia, 2 de agosto de 1841), apodado El Marinero, fue un banderillero vasco que estuvo en activo desde los años veinte del siglo XIX y considerado como uno de los mejores banderilleros provincianos de su tiempo.

## Biografía
José Ventura de Laca nació en el seno de una familia modesta en el barrio de Itziar de Azcoitia dedicándose desde joven el mundo de la tauromaquia como banderillero, ligado profesionalmente a la figura del torero local Antonio Ituarte quien también tuvo una etapa como banderillero en la cuadrilla de algunos de los diestros más reconocidos de su época como Curro Cúchares o Francisco Montes Paquiro.
Como torero de plata Ventura sobresalió gracias a su valor y fue considerado como uno de los mejores rehileteros del País Vasco, tal y como se recoge en los Anales del Toreo (1868), recogiéndose su nombre bajo el seudónimo de El Marinero.
Ventura de Laca fue uno de los actuantes en las corridas de toros que se organizaron en Pamplona en 1828 con motivo de la visita del rey Fernando VII, En estos fastos se anunciaron los diestros Juan Jiménez El Morenillo y Manuel Romero Carreto, acompañados por los banderilleros de Deva Antonio Ituarte Zapaterillo y el propio Ventura, lidiándose para la ocasión toros procedentes de las ganaderías de Tudela y de Caparroso. Sin embargo, su nombre fue uno de los habituales en las fiestas taurinas de la capital de Navarra ya que, según Luis del Campo, pudo haber toreado en Pamplona al menos desde 1820.
Como banderillero El Marinero participó también en festejos por otras zonas de España como Logroño, donde se tiene constancia de su aparición como torero los días 4 y 6 de septiembre de 1830 a las órdenes de los diestros Manuel Romero y Antonio Calzadilla.

### Muerte
La muerte de este banderillero guipuzcoano tuvo lugar el 2 de agosto de 1846, según el autor Solera Gastaminza. Se trataba de la primera muerte en la Plaza de toros de Azpeitia y que llegó tras la dura cornada que sufrió José Ventura el día anterior, el 1 de agosto, en una corrida en la que actuaba junto a José Ituarte Zapaterillo joven. El Reglamento taurino de Euskadi recoge la leyenda que existe en torno al accidente de El Marinero que fue cogido tras el vaticinio hecho por una bruja de Deva, quien, al parecer, le dijo: «Cuidado, cuidado, vas a andar mal ante un toro negro, si no te cuidas de él, lo tuyo está visto».

## Zortziko fúnebre
La muerte de José Ventura es recordada gracias a la composición musical que escribiera el organista azcotiano José Ignacio Aldalur quien compuso un zorcico fúnebre en honor del torero debarra. Se trata de una composición musical que interpreta cada tarde de toros la banda de música tanto en la Plaza de toros de Azpeitia como en la de Deva a la muerte del tercer toro de la tarde y que está considerado como «uno de los detalles de la personalidad e idiosicrasia de esta plaza».
En 2019, el conocido como Zortkizco fúnebre de Aldadur fue inmortalizado en el cartel anunciador de las corridas de la Feria de San Ignacio, donde aparecía representado el momento en el que tanto los toreros como el público, de pie, escuchan la interpretación de esta pieza musical en honor del banderillero fallecido.